# Werner Wiedenmeier
Werner Wiedenmeier (* 11. Juni 1949 in Romanshorn) ist ein Schweizer Schriftsteller.

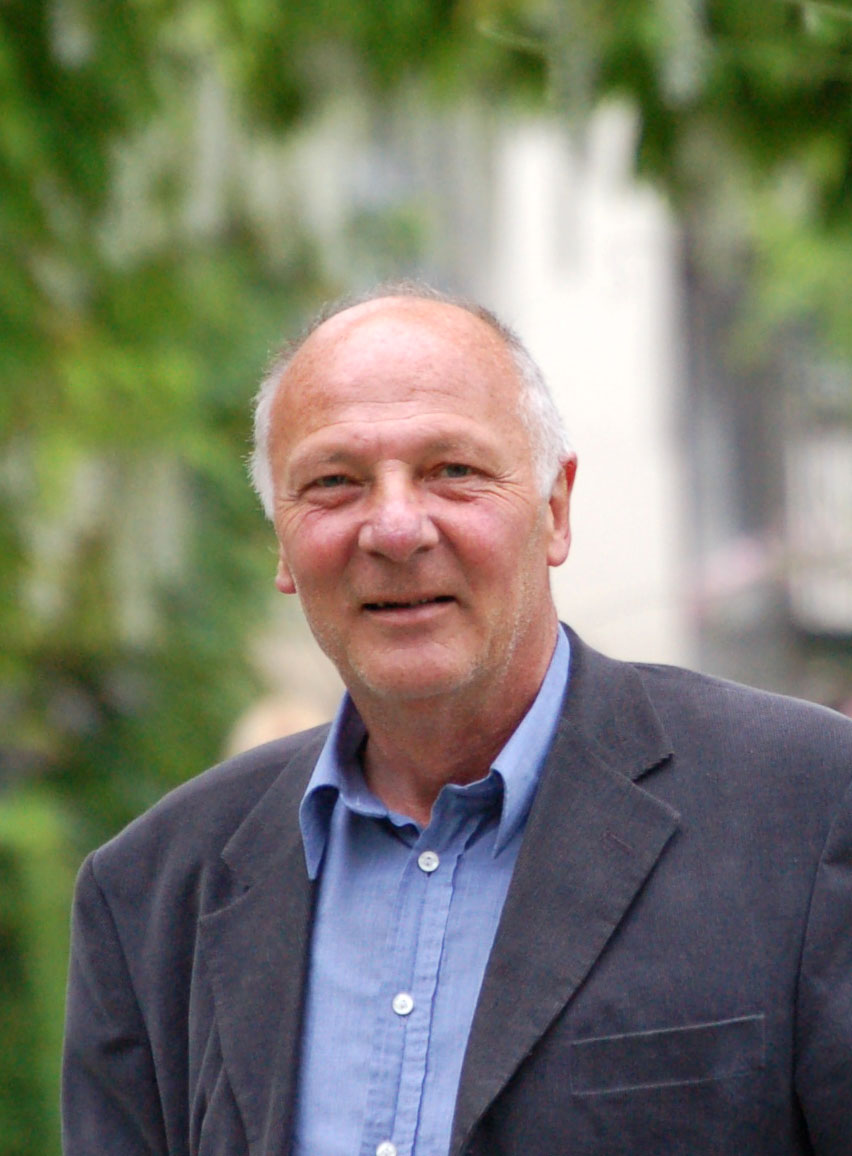
Werner Wiedenmeier (2014)

## Leben
Werner Wiedenmeier studierte nach dem Primarlehrerseminar in  Schiers Germanistik und Geschichte an der Universität Zürich, arbeitete als Lehrer und während mehrerer Jahre als freischaffender Schriftsteller in Diesbach GL. Heute lebt er in Zürich. Bekannt wurde er vor allem durch Hörspiele, Poesie- und Kurzprosawerke.
Sein Prosaband Tobias Liebezeit Doppelspuren erregte durch die satirische Darstellung von Gebräuchen im Kanton Glarus, u. a. der Näfelser Fahrt und der Glarner Landsgemeinde, einige Aufmerksamkeit und Kritik von Behörden. Eine Sammlung von Freunden verlieh ihm darauf das Alternative Literatur-Werkjahr Glarus.

## Auszeichnungen
- 1981 Kulturförderungspreis des Kantons Glarus
- 1983 Ostschweizer Radio- und Fernsehpreis
- 1986 Werkbeitrag des Kantons Zürich
- 1989 Alternatives Literatur-Werkjahr Glarus

## Werke

### Prosa und Poesie
- Der Vogel Frühinaus, Poesie und Prosa, Edition Herbszt, Zürich 1981.
- Der Wehzum, Poesie und Prosa, Edition Herbszt, Zürich 1983.
- Randlos, Poesie und Prosa, Edition Herbszt, Zürich 1985.
- Tobias Liebezeit Doppelspuren, Edition fäderehalter, Tufertschwil 1983. Illustriert von Walter Dick.
- Qualkapotr, Poesie und Prosa, Edition Herbszt, Zürich 1989.

### Hörspiele
- Wenn die Hähne krähen, Regie: Walter Baumgarter, Schweizer Radio DRS 1982.
- Der Regenbogenwanderer, Regie: Walter Baumgarter, Schweizer Radio DRS 1985.
- Helgoland, RIAS Berlin 1986.
- Tohuwabatu oder Ich bin ein Jungsoldat von 21 Jahren. Schweizer Radio DRS 1991.